# Heteropodagrion
Heteropodagrion – rodzaj ważek z rodziny Heteragrionidae.

## Zasięg występowania
Rodzaj obejmuje gatunki występujące w północno-zachodniej części Ameryki Południowej na terenie Ekwadoru i Kolumbii. Stwierdzenie Heteropodagrion superbum z Panamy prawdopodobnie dotyczy nieopisanego dotąd gatunku.

## Systematyka
Rodzaj ten wprowadził w 1885 roku belgijski zoolog Edmond de Sélys Longchamps. Wyróżnił w jego obrębie trzy podrodzaje: Mesagrion (gatunek typowy Mesagrion leucorrhinum), Heteropodagrion (gatunek typowy Heteropodagrion sanguinipes)  i Neurolestes (gatunek typowy Neurolestes trinervis). Podrodzaje Mesagrion i Neurolestes zyskały później rangę odrębnych rodzajów i są obecnie zaliczane do innych rodzin.
Jeszcze na początku XXI wieku rodzaj Heteropodagrion zaliczany był do szeroko wówczas definiowanej rodziny Megapodagrionidae. W 2013 roku Dijkstra et al. w oparciu o badania filogenetyczne wydzielili ten rodzaj z Megapodagrionidae i zaliczyli go do „Incertae sedis group 3” w obrębie nadrodziny Calopterygoidea (wraz z rodzajami Dimeragrion i Mesagrion). W 2021 roku Bybee et al. przenieśli Heteropodagrion i Dimeragrion do rodziny Heteragrionidae.

### Etymologia
Heteropodagrion: gr. ἑτερος heteros „różny, inny”; Podagrion Selys, 1862 – wyróżniany dawniej rodzaj ważek, którego nazwa została zastąpiona przez Megapodagrion, gdyż okazała się zajęta przez Podagrion – rodzaj błonkówek wprowadzony w 1811 roku przez Spinolę.

### Podział systematyczny
Do rodzaju należą następujące gatunki:
- Heteropodagrion croizati Peréz-Gutiérrez & Montes-Fontalvo, 2011
- Heteropodagrion nigripes Daigle, 2014
- Heteropodagrion sanguinipes Selys, 1885
- Heteropodagrion superbum Ris, 1918
- Heteropodagrion varipes Daigle, 2014